# Eleição presidencial na República Checa em 2013
A eleição presidencial checa de 2013 foi a primeira eleição presidencial realizada no país de forma direta, já que até então os presidentes da República Checa eram eleitos de forma indireta pelo Parlamento em sessão conjunta em que participavam deputados e senadores. Ocorreu em dois turnos, dado que nenhum dos candidatos presidenciais obteve a maioria absoluta dos votos no 1.º turno, realizado entre 11 e 12 de janeiro. O 2.º turno, por sua vez, foi realizado nos dias 25 e 26 de janeiro e disputado entre Miloš Zeman, candidato do Partido dos Direitos Civis (SPO), e Karel Schwarzenberg, candidato do TOP 09.
Contando com o apoio da maioria dos candidatos derrotados no 1.º turno, Zeman sagrou-se vencedor do pleito após obter 54.80% dos votos válidos contra os 45.20% recebidos por Schwarzenberg. O comparecimento do eleitorado checo às urnas no 2.º turno foi de 59.08%, inferior ao que foi registrado no 1.º turno, onde 61.27% dos eleitores votaram.